# Baigneux-les-Juifs
Baigneux-les-Juifs é uma comuna francesa na região administrativa da Borgonha-Franco-Condado, no departamento de Côte-d'Or. Estende-se por uma área de 12,55 km². Em 2010 a comuna tinha 266 habitantes (densidade: 21,2 hab./km²).